# آکیکو وادا
آکیکو وادا (和田 アキ子 Wada Akiko, زادهٔ ۱۰ آوریل ۱۹۵۰) خواننده، تارنتو ژاپنی اهل تننوجی، اوساکا، استان اوساکا می‌باشد.
وی نام‌های مستعار مختلفی دارد که یکی از آن‌ها «آکو» به دلیل قد بالاتر از متوسط (۱۷۴ سانتیمتر یا ۵'۸.۵" اینچ) وی است. آکیکو همچنین به «جوتی» (女帝) به معنای «ملکه» ملقب می‌باشد.